# Cultura de Andronovo

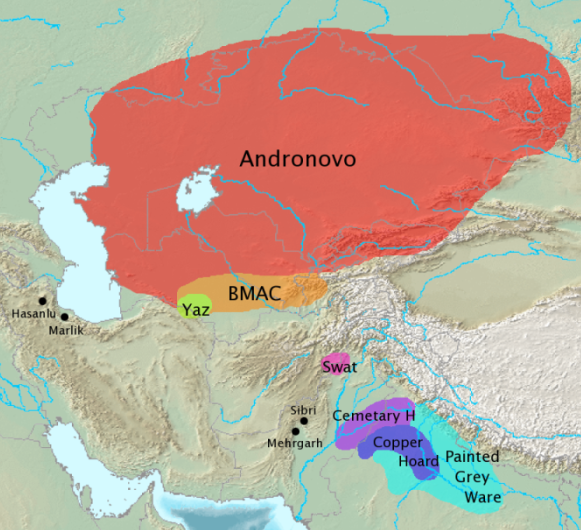
Culturas arqueológicas da época, a cultura de Andronovo acima a vermelho.

 A cultura de Andronovo é um conjunto de várias culturas similares da Idade do Bronze que floresceram entre 2000 e 900 AEC na Sibéria ocidental e na estepe asiática ocidental. É provavelmente melhor categorizada como um complexo arqueológico.
A anterior cultura de Sintashta (2100–1800 AEC), antigamente posta juntamente com a cultura de Andronovo, é agora considerada separada, mas considerada como a sua predecessora.
A maioria dos investigadores associam os complexos de Andronovo com as primeiras línguas indo-iranianas, embora pode ter subsistido na sua parte norte uma antiga área de falas urálicas.
De acordo com uma pesquisa genética liderada por Allentoft el al (2015), a cultura de Andronovo e a sua predecessora, a cultura de Sintashta são parcialmente descendentes da Cultura da Cerâmica Cordada, resultando numa maior proporção da ascendência comum com os primeiros agricultores da Europa, similar à mestiçagem encontrada no genoma das gentes da Cultura da Cerâmica Cordada.

## Descoberta
O nome provém da aldeia de Andronovo, no Krai de Krasnoiarsk (55° 53′ N, 55° 42′ L), onde o arqueólogo russo Arkadi Tugarinov descobriu os primeiros restos em 1914. Vários túmulos foram descobertos, com esqueletos em posições flexionadas, enterrados com cerâmica muito elaborada. O primeiro a identificar a cultura de Andronovo foi o arqueólogo russo Sergei Teploukhov na década de 1920.

## Períodos
Pelo menos quatro períodos da cultura de Andronovo têm sido distinguidos, durante os quais a cultura se expandiu para sul e para leste:
- Sintashta-Petrovka-Arkaim[8] (Urais meridionais, norte do Cazaquistão, 2200–1600 AEC)[9]
- Alakul (2100–1400 AEC)[8][10] entre o rio Oxo, o rio Jaxartes e o deserto de Kyzyl Kum
  - Alekseyevka (1300–1100 AEC "Bronze final")[11][12] no leste do Cazaquistão.
- Fedorovo (1500–1300 AEC)[8][13] na Sibéria meridional
  - Beshkent-Vakhsh (1000–800 AEC)[14]

## Genética e antropologia física
A cultura de Andronovo tem sido descrita pelos arqueólogos como uma cultura com características marcadamente caucasianas. Um estudo de 2004 também estabeleceu que, durante os períodos da Idade de Bronze e do Ferro, a maioria da população do que agora é o Cazaquistão, era de origem eurasiática occidental (com haplogrupos mtDNA tais como os U, H, HV. T, I e W, e antes do século XIII a.C., todas as amostras pertenciam a linhagens europeias. Outras pesquisas confirmam que, durante a Idade de Bronze nas áreas setentrionais da actual China, a fronteira entre os caucasoides e os mongoloides estava nas vertentes orientais do Altai, na Mongólia occidental. Alguma influência caucasoides espalhou-se até ao Noreste da Mongólia, e a população do território do actual Cazaquistão era caucasoide durante a Idade de Bronze e durante a do Ferro. Como as investigações arqueológicas sugerem, que na região estepária da Ásia Central e nas Montanhais Altai, a primeira produção alimentária começou no fim do terceiro milénio a.C. e as gentes que chegaram a esta região eram caucasoides da cultura de Afanasevo os quais vinham da zona do Mar de Aral (cultura de Kelteminar).